# Бестужев-Рюмін Михайло Павлович

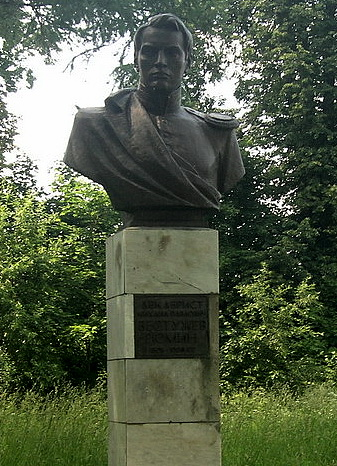
Пам'ятник в Кудрешках

Бестужев-Рюмін Михайло Павлович (* 23 травня 1803 — † 25 липня 1826) — декабрист, один із керівників повстання Чернігівського полку.
Походив з багатих дворян Московської губернії, підпоручик. Служив у Кавалергардському, потім у Семенівському полках.
У 1820 році, після повстання Семенівського полку, переведений до Полтавського піхотного полку.
У Південне товариство декабристів прийнятий 1823 С.І. Муравйовим-Апостолом, який призначив його своїм помічником у керівництві Васильківською управою. Підтримував програму «Руської Правди», складену Павлом Пестелем, і був прихильником повалення самодержавства шляхом військової революції та встановлення в Росії республіканського ладу. Брав участь у з'їздах і нарадах декабристів у Києві, Тульчині і Кам'янці в 1823—1825 роках. У 1823 році встановив зв'язки Південного товариства з Польським патріотичним товариством. Влітку 1825 року успішно завершив переговори про приєднання Товариства об'єднаних слов'ян. Вів антимонархічну пропаганду серед солдатів. Разом з іншими декабристами склав «Православний катехізис».
За активну участь у повстанні Чернігівського полку (29 грудня 1825) був страчений разом з Муравйовим-Апостолом Сергієм Івановичем, Пестелем Павло Івановичем, Рилєєвим Кондратієм Федоровичем і Каховським Петро Григоровичем 13 липня (25 липня) 1826 року, похований разом з ними на острові Голодай.